# Berești-Meria (gmina)
Berești-Meria – gmina w Rumunii, w okręgu Gałacz. Obejmuje miejscowości Aldești, Balintești, Berești-Meria, Onciu, Pleșa, Prodănești, Puricani, Săseni, Slivna i Șipote. W 2011 roku liczyła 3771 mieszkańców. 